# Aníbal Kerpel
Aníbal Kerpel es un tecladista y productor argentino, miembro a mediados de los años 70 de la banda de rock progresivo Crucis. Kerpel comenzó una carrera prolífica como productor posteriormente a la disolución de la banda, trabajando con artistas como Los Prisioneros, Café Tacvba, Divididos, Molotov, Gustavo Santaolalla, Bersuit Vergarabat, Juanes y Árbol, entre otros. Durante su carrera ha recibido un Premio Grammy internacional y más de diez Premios Grammy Latinos.

## Carrera
Kerpel fue uno de los miembros de la banda de rock progresivo Crucis, tocando el teclado. Aquella banda produjo dos álbumes de estudio, Crucis en 1976 y Los delirios del mariscal en 1977, antes de su disolución en 1977. Posteriormente, al final de la banda, Kerpel comenzó a trabajar como productor para diversos artistas, muchas veces coproduciendo junto al músico argentino Gustavo Santaolalla. En 1985, trabajó como asistente de producción en el álbum De Ushuaia a La Quiaca de León Gieco, producido por Santaolalla. El álbum fue grabado en diversas partes de Argentina.
En 1990 produjo Corazones, junto a Santaolalla, el cuarto álbum de estudio de la banda chilena Los Prisioneros, el álbum fue grabado en California e incluye algunas de las canciones más reconocidas de la banda como "Estrechez de Corazón" y "Tren al Sur". En 1992, Kerpel participó como productor asociado en el álbum debut de la banda mexicana Café Tacvba llamado Café Tacuba, esta sería la primera de varias veces que Kerpel trabajaría junto a la banda. Durante los años noventa, Kerpel participó como ingeniero y asistente de producción en variados álbumes incluyendo La Era de la Boludez de Divididos, el álbum homónimo de Jorge González, Re, Avalancha de Éxitos y Revés/Yo soy de Café Tacvba y ¿Dónde Jugarán las Niñas? de Molotov. En 1997, Kerpel fundó Surco Records junto a Santaolalla, un sello discográfico en conjunto a Universal Music.
En 2000, participa como ingeniero en Fíjate Bien, el álbum debut del cantante colombiano Juanes. En los Premios Grammy Latinos de 2001 el disco fue nominado Álbum del Año mientras que la canción "Fijate Bien" fue nominada a Grabación del Año, siendo ambas nominaciones también recibidas por Kerpel. En 2002, volvería a trabajar como ingeniero junto a Juanes, colaborando en el álbum Un Día Normal, esta vez el disco ganó Álbum del Año en los Premios Grammy Latinos de 2003 mientras que la canción "Es por Ti" ganó Grabación del Año, además Kerpel recibió nominaciones por su trabajo con Molotov, a Grabación del Año y Mejor Álbum de Rock Vocal por un Dúo o Grupo, por "Frijolero" y  Dance and Dense Denso respectivamente. En 2003, Kerpel participó en el quinto álbum de estudio de Café Tacvba llamado Cuatro Caminos, gracias al álbum Kerpel recibió su primer Premio Grammy, ganando a Mejor Álbum de Rock Latino/Alternativo junto a la banda en 2004. Además, el disco fue nominado a Álbum del Año en los Premios Grammy Latinos de 2004, marcando la tercera nominación de Kerpel en esa categoría.
Tras colaborar en Mi Sangre (2004), Kerpel vuelve a trabajar con Juanes como ingeniero para La Vida... es un Ratico (2007), recibiendo una segunda vez el premio a Álbum del Año. Desde entonces, Kerpel ha recibido múltiples Premios Grammy Latinos y nominaciones a estos, incluyendo a Productor del Año junto a Gustavo Santaolalla en 2015.
Kerpel ha trabajado como ingeniero de sonido en varias ocasiones para las bandas sonoras compuestas por Gustavo Santaolalla, incluyendo para las películas Amores Perros (2000), 21 Grams (2003), Babel (2006) y Biutiful (2011), dirigidas por Alejandro González Iñarritu, The Motorcycle Diaries (2004) de Walter Salles y Brokeback Mountain (2005) de Ang Lee. Además ha colaborado en las bandas sonoras para el videojuego The Last of Us, también compuesta por Santaolalla.

## Discografía
| Año  | Título                                    | Artista                                       | Producción | Técnico | Instrumentos |
| ---- | ----------------------------------------- | --------------------------------------------- | ---------- | ------- | ------------ |
| 1981 | Better Luck (A)                           | The Plugz                                     |            |         | Hecho        |
| 1985 | De Ushuaia a La Quiaca (A)                | León Gieco                                    | Hecho      |         | Hecho        |
| 1990 | Corazones (A)                             | Los Prisioneros                               | Hecho      |         |              |
| 1991 | El Circo (A)                              | Maldita Vecindad y los Hijos del Quinto Patio |            |         | Hecho        |
| 1992 | Café Tacuba (A)                           | Café Tacvba                                   | Hecho      |         |              |
| 1993 | La Era de la Boludez (A)                  | Divididos                                     | Hecho      |         | Hecho        |
| 1993 | Jorge González (A)                        | Jorge González                                | Hecho      | Hecho   |              |
| 1994 | Re (A)                                    | Café Tacvba                                   | Hecho      | Hecho   |              |
| 1995 | De La Guarda (A)                          | De La Guarda                                  | Hecho      | Hecho   |              |
| 1995 | Amor Chiquito (A)                         | Fobia                                         | Hecho      |         | Hecho        |
| 1996 | Avalancha de Éxitos (A)                   | Café Tacvba                                   | Hecho      | Hecho   |              |
| 1996 | Divididos (A)                             | Divididos                                     | Hecho      |         | Hecho        |
| 1997 | ¿Dónde Jugarán las Niñas? (A)             | Molotov                                       | Hecho      |         | Hecho        |
| 1997 | Aquí (A)                                  | Julieta Venegas                               | Hecho      | Hecho   |              |
| 1998 | Árbol (A)                                 | Árbol                                         | Hecho      |         |              |
| 1998 | Libertinaje (A)                           | Bersuit Vergarabat                            | Hecho      | Hecho   |              |
| 1998 | Ronroco (A)                               | Gustavo Santaolalla                           | Hecho      | Hecho   | Hecho        |
| 1999 | Apocalypshit (A)                          | Molotov                                       | Hecho      | Hecho   |              |
| 1999 | Fundamental (A)                           | Puya                                          | Hecho      | Hecho   |              |
| 1999 | Revés/Yo soy (A)                          | Café Tacvba                                   | Hecho      | Hecho   |              |
| 2000 | Amores Perros (A)                         | Gustavo Santaolalla                           | Hecho      | Hecho   |              |
| 2000 | Caravan (A)                               | Kronos Quartet                                | Hecho      |         |              |
| 2000 | Hijos del Culo (A)                        | Bersuit Vergarabat                            | Hecho      | Hecho   | Hecho        |
| 2000 | Bueninvento (A)                           | Julieta Venegas                               | Hecho      |         |              |
| 2000 | Fíjate Bien (A)                           | Juanes                                        |            | Hecho   | Hecho        |
| 2002 | Es por Ti (S)                             | Juanes                                        |            | Hecho   |              |
| 2002 | De Bichos y Flores (A)                    | La Vela Puerca                                |            | Hecho   | Hecho        |
| 2002 | Nuevo (A)                                 | Kronos Quartet                                | Hecho      | Hecho   |              |
| 2002 | Un Día Normal (A)                         | Juanes                                        | Hecho      | Hecho   |              |
| 2002 | Vale Callampa (EP)                        | Café Tacvba                                   | Hecho      | Hecho   |              |
| 2002 | Bajofondo Tango Club (A)                  | Bajofondo                                     |            | Hecho   | Hecho        |
| 2002 | De la cabeza con Bersuit Vergarabat (A)   | Bersuit Vergarabat                            |            | Hecho   |              |
| 2002 | Chapusongs (A)                            | Árbol                                         |            |         | Hecho        |
| 2002 | Dance and Dense Denso (A)                 | Molotov                                       | Hecho      | Hecho   | Hecho        |
| 2003 | Frijolero                                 | Molotov                                       | Hecho      |         |              |
| 2003 | 21 Grams (A)                              | Gustavo Santaolalla                           | Hecho      | Hecho   |              |
| 2003 | Amorama (A)                               | Erica García                                  | Hecho      | Hecho   | Hecho        |
| 2003 | Cuatro Caminos (A)                        | Café Tacvba                                   | Hecho      | Hecho   |              |
| 2003 | Carnabalito (A)                           | Gaby Kerpel                                   | Hecho      |         |              |
| 2004 | La Argentinidad al Palo (A)               | Bersuit Vergarabat                            |            | Hecho   | Hecho        |
| 2004 | The Mortcycle Diaries (A)                 | Gustavo Santaolalla                           |            | Hecho   | Hecho        |
| 2004 | A Contraluz (A)                           | La Vela Puerca                                |            |         | Hecho        |
| 2004 | Guau! (A)                                 | Árbol                                         | Hecho      |         |              |
| 2004 | Mi Sangre (A)                             | Juanes                                        | Hecho      | Hecho   | Hecho        |
| 2005 | 13 (A)                                    | Javier García                                 | Hecho      | Hecho   | Hecho        |
| 2005 | Brokeback Mountain (A)                    | Gustavo Santaolalla                           | Hecho      | Hecho   | Hecho        |
| 2005 | North Country (A)                         | Gustavo Santaolalla                           |            | Hecho   | Hecho        |
| 2005 | Café de los Mestros (A)                   | Varios artistas                               |            | Hecho   |              |
| 2005 | Testosterona                              | Bersuit Vergarabat                            | Hecho      | Hecho   | Hecho        |
| 2006 | A Dios le pido (S)                        | Juanes                                        |            | Hecho   |              |
| 2006 | Ananda (A)                                | Paulina Rubio                                 |            | Hecho   |              |
| 2006 | Babel (A)                                 | Gustavo Santaolalla                           |            | Hecho   |              |
| 2007 | La Vida... es un Ratico (A)               | Juanes                                        |            | Hecho   |              |
| 2007 | Mar Dulce (A)                             | Bajofondo                                     | Hecho      | Hecho   | Hecho        |
| 2007 | Sino (A)                                  | Café Tacvba                                   | Hecho      |         |              |
| 2009 | Cantora 1 (A)                             | Mercedes Sosa                                 |            |         | Hecho        |
| 2009 | Bipolar (A)                               | El Cuarteto de Nos                            |            |         | Hecho        |
| 2011 | Biutiful (A)                              | Gustavo Santaolalla                           | Hecho      | Hecho   | Hecho        |
| 2012 | El Objeto Antes Llamado Disco (A)         | Café Tacvba                                   | Hecho      |         |              |
| 2013 | Presente (A)                              | Bajofondo                                     | Hecho      | Hecho   | Hecho        |
| 2013 | The Last of Us (A)                        | Gustavo Santaolalla                           | Hecho      | Hecho   |              |
| 2013 | August: Osage County (A)                  | Gustavo Santaolalla                           | Hecho      |         |              |
| 2014 | Camino (A)                                | Gustavo Santaolalla                           | Hecho      | Hecho   | Hecho        |
| 2014 | The Book of Life (A)                      | Gustavo Santaolalla                           | Hecho      | Hecho   |              |
| 2017 | Jei Beibi (A)                             | Café Tacvba                                   | Hecho      | Hecho   |              |
| 2019 | Los Tigres del Norte at Folsom Prison (A) | Los Tigres del Norte                          | Hecho      | Hecho   |              |
| 2019 | Un Segundo MTV Unplugged (A)              | Café Tacvba                                   | Hecho      |         |              |

(A) Álbum, (S), Sencillo

## Premios y nominaciones

### Premios Grammy
| Año  | Categoría                                       | Trabajo                                            | Artista     | Resultado | Ref.   |
| ---- | ----------------------------------------------- | -------------------------------------------------- | ----------- | --------- | ------ |
| 1998 | Mejor Intertratación de Rock Latino/Alternativo | ¿Dónde Jugarán las Niñas? (como productor)         | Molotov     | Nominado  | [ 13 ] |
| 2004 | Mejor Intertratación de Rock Latino/Alternativo | Dance and Dense Denso (como productor e ingeniero) | Molotov     | Nominado  | [ 13 ] |
| 2004 | Mejor Intertratación de Rock Latino/Alternativo | Cuatro Caminos (como ingeniero)                    | Café Tacvba | Ganador   | [ 13 ] |

### Premios Grammy Latinos
| Año  | Categoría                                    | Trabajo                                                | Artista                                            | Resultado | Ref.   |
| ---- | -------------------------------------------- | ------------------------------------------------------ | -------------------------------------------------- | --------- | ------ |
| 2000 | Mejor Álbum de Rock                          | Revés/Yo soy (como productor e ingeniero)              | Café Tacvba                                        | Ganador   |        |
| 2001 | Álbum del Año                                | Fijate Bien (como ingeniero)                           | Juanes                                             | Nominado  |        |
| 2001 | Mejor Álbum de Rock Vocal Solista            | Fijate Bien (como ingeniero)                           | Juanes                                             | Ganador   |        |
| 2001 | Grabación del Año                            | Fijate Bien (como ingeniero)                           | Juanes                                             | Nominado  |        |
| 2003 | Álbum del Año                                | Un Día Normal                                          | Juanes                                             | Ganador   | [ 6 ]  |
| 2003 | Mejor Álbum de Rock Vocal Solista            | Un Día Normal                                          | Juanes                                             | Ganador   | [ 6 ]  |
| 2003 | Grabación del Año                            | Es por Ti (como ingeniero)                             | Juanes                                             | Ganador   | [ 6 ]  |
| 2003 | Grabación del Año                            | Frijolero (como ingeniero)                             | Molotov                                            | Nominado  | [ 6 ]  |
| 2003 | Mejor Álum de Rock Vocal por un Dúo o Grupo  | Dance and Dense Denso (como productor e ingeniero)     | Molotov                                            | Nominado  | [ 6 ]  |
| 2004 | Álbum del Año                                | Cuatro Caminos (como ingeniero)                        | Café Tacvba                                        | Nominado  | [ 7 ]  |
| 2004 | Mejor Álbum de Música Alternativa            | Cuatro Caminos (como ingeniero)                        | Café Tacvba                                        | Ganador   | [ 7 ]  |
| 2004 | Mejor Álbum de Rock Vocal por un Dúo o Grupo | La Argentinidad al Palo (como productor e ingeniero)   | Bersuit Vergarabat                                 | Nominado  | [ 7 ]  |
| 2005 | Mejor Álbum de Rock Vocal Solista            | Mi Sangre (como ingeniero)                             | Juanes                                             | Ganador   |        |
| 2006 | Mejor Álbum de Tango                         | Café de Los Maestros (como ingeniero)                  | Varios artistas                                    | Ganador   |        |
| 2008 | Álbum del Año                                | La Vida... es un Ratico (como ingeniero)               | Juanes                                             | Ganador   | [ 8 ]  |
| 2008 | Mejor Álbum de Pop Vocal Masculino           | La Vida... es un Ratico (como ingeniero)               | Juanes                                             | Ganador   | [ 8 ]  |
| 2009 | Álbum del Año                                | Cantora 1 (como ingeniero)                             | Mercedes Sosa                                      | Nominado  |        |
| 2009 | Mejor Álbum Folclórico                       | Cantora 1 (como ingeniero)                             | Mercedes Sosa                                      | Ganador   |        |
| 2013 | Álbum del Año                                | Presente (como ingeniero)                              | Bajofondo                                          | Nominado  | [ 14 ] |
| 2013 | Mejor Álbum Instrumental                     | Presente (como ingeniero)                              | Bajofondo                                          | Ganador   | [ 14 ] |
| 2015 | Productor del Año                            | Aníbal Kerpel (compartido con Gustavo Santaolalla)     | Aníbal Kerpel (compartido con Gustavo Santaolalla) | Nominado  | [ 9 ]  |
| 2017 | Mejor Álbum de Música Alternativa            | Jei Beibi (como ingeniero)                             | Café Tacvba                                        | Nominado  | [ 15 ] |
| 2020 | Grabación del Año                            | Solari Yacumenza (como ingeniero)                      | Bajofondo con Cuareim 1080                         | Nominado  | [ 16 ] |
| 2020 | Mejor Álbum de Música Norteña                | Los Tigres del Norte at Folsom Prison (como ingeniero) | Los Tigres del Norte                               | Ganador   | [ 16 ] |